# Juan Manuel Vivaldi
Juan Manuel Vivaldi (Buenos Aires, 17 de julho de 1979) é um jogador de hóquei sobre grama argentino, campeão olímpico

## Carreira
Vivaldi integrou o elenco da Seleção Argentina de hóquei sobre grama, nas Olimpíadas de 2004, 2012 e 2016. No Rio 2016 sagrou-se campeão olímpico.